# Diewiatkino
Diewiatkino (ros. Девя́ткино) – pierwsza stacja Linii Kirowsko-Wyborskiej, znajdującego się w Petersburgu systemu metra.

## Charakterystyka
Stacja Diewiatkino położona jest poza administracyjnymi granicami Petersburga, leży ona w miejscowości Murino, na terenie rejonu wsiewołoskiego. Diewiatkino nie jest typową stacją podziemną, lecz jako stacja naziemna, położona jest na powierzchni, w kompleksie regionalnego dworca kolejowego Diewiatkino, na trasie linii Petersburg – Chijtoła. Stacja została otwarta 29 grudnia 1979 roku i początkowo nosiła nazwę Komsomolskaja (Комсомольская), by upamiętnić sześćdziesiątą rocznicę powstania Komsomołu. Projektantami stacji byli: K. N. Afonska (К. Н. Афонская), A. S. Gieckin (А. С. Гецкин), N. I. Zgod´ko  (Н. И. Згодько), A. W. Kwiatkowski (А. В. Квятковский), I. J. Siergiejewa (И. Е. Сергеева). Po rozpadzie Związku Radzieckiego, na fali przemian w Federacji Rosyjskiej w 1992 roku stacja została przemianowana na Diewiatkino. Nazwa pochodzi od dawnej wsi o tej nazwie, umiejscowionej w pobliżu stacji. Stacja jest zadaszona, dysponuje trzema peronami (w tym jednym technicznym), dwa boczne umożliwiają szybką przesiadkę do pociągów regionalnych i dalekobieżnych. W wystroju ścian i posadzek dominuje barwa żółta. W 2009 roku Diewiatkino przeszło przebudowę, w wyniku której zmniejszone zostały rozmiary okien, przez co stacja stała się ciemniejsza. Pociągi na stacji kursują od godziny 5:32 do północy i w tym czasie jest ona otwarta dla pasażerów.
Jest to jedyna stacja w Petersburgu położona poza granicami miasta. Od 29 grudnia 1978 do 1 czerwca 1982 roku była to najdalej wysunięta na północ stacja metra na świecie (straciła ten tytuł na rzecz metra w Helsinkach). Do sierpnia 1988 była to natomiast położona najdalej na północy stacja w Rosji, gdy ten tytuł utraciła na rzecz innej petersburskiej stacji, Prospiektu Proswieszczenija. 29 października 2010 roku nieznani sprawcy zakleili dotychczasowe szyldy informacyjne z nazwą „Diewiatkino”, zastępując je dawną nazwą „Komsomolskaja” i podobiznami Włodzimierza Lenina.